# Christopher Ricks
Christopher Bruce Ricks (Beckenham, 18 de setembro de 1933) é um crítico literário e estudioso britânico que vive nos Estados Unidos. É o William M. and Sara B. Warren Professor de Humanidades na Universidade de Boston e co-diretor do Instituto Editorial da mesma universidade, e foi professor de poesia na Universidade de Oxford de 2004 a 2009. É o ex-presidente imediato da Associação de Estudiosos e Críticos Literários. É conhecido como um campeão da poesia vitoriana; um entusiasta de Bob Dylan, cujas letras analisou em livros; um revisor incisivo de escritores que ele considera pretensioso (Marshall McLuhan, Christopher Norris, Geoffrey Hartman, Stanley Fish); e um revisor caloroso daqueles que acha humanos ou humorísticos (F. R. Leavis, W. K. Wimsatt, Christina Stead). Hugh Kenner elogiou sua "intenção de eloquência", e Geoffrey Hill sua "inteligência crítica incomparável". W. H. Auden descreveu Ricks como "exatamente o tipo de crítico que todo poeta sonha em encontrar." John Carey o chamou de "o maior crítico vivo".

## Vida
Nasceu em Beckenham e estudou na Balliol College, Oxford, onde se formou pela primeira vez em inglês. Serviu no Green Howards do Exército Britânico em 1953/4 no Egito. Foi bolsista e professor de literatura inglesa no Worcester College, Oxford, mudando-se em 1968, após um ano sabático na Universidade Stanford, para se tornar professor de inglês na Universidade de Bristol.
Durante seu tempo em Bristol, ele trabalhou na Keats and Embarrassment (1974), em que fez conexões reveladoras entre as letras e a poesia. Foi também em Bristol que publicou pela primeira vez sua edição ainda definitiva da poesia de Lorde Tennyson. Em 1975 mudou-se para a Universidade de Cambridge, onde em 1982 se tornou o King Edward VII Professor de Literatura Inglesa em sucessão a Frank Kermode, antes de partir para a Universidade de Boston em 1986. Em junho de 2011, foi anunciado que se juntaria ao corpo docente da New College of the Humanities, uma faculdade particular em Londres.
Foi nomeado Cavaleiro Celibatário na Birthday Honours de 2009.

## Princípios contra teoria
Destacou-se como defensor vigoroso dos princípios tradicionais de leitura baseados em críticas práticas. Se opôs à hermenêutica orientada pela teoria dos pós-estruturalistas e pós-modernistas. Isso o coloca fora da teoria literária pós-neocrítica, à qual ele prefere o princípio de Samuel Johnson.
Em um importante ensaio, contrasta princípios derivados empiricamente de uma análise de perto dos textos, uma tradição cujo grande exemplar foi Samuel Johnson, ao gosto da moda para a crítica filosófica que desconstrói as figuras "retóricas" de um texto e, ao fazê-lo, inconscientemente descarta os valores e princípios subjacentes à própria arte da crítica. "Literatura", ele argumenta, "é, entre outras coisas, a retórica baseada em princípios". O viés intelectualista dos teóricos profissionais não pode deixar de fazer suas leituras vigorosamente filosóficas de textos literários descontínuas com o assunto em questão.
A crítica prática está sintonizada tanto com o texto quanto com a própria sensibilidade do leitor, e assim se engaja num diálogo entre as complexas ressonâncias discursivas das palavras em qualquer obra literária e os sentimentos correlativos do leitor, conforme foram informados por uma longa experiência do eu dentro do mundo e da literatura. Nessa negociação sutil entre a sensibilidade de valor-espessura do leitor e as ressonâncias intertextuais de uma obra literária está a delicada sintonia de toda grande crítica. Essa escola de crítica deve permanecer desconfiada de práticas críticas que chegam ao texto brandindo suposições esquemáticas e categóricas, qualquer panóplia de preceitos tacitamente assumidos externos à natureza prática da criatividade literária. Caso contrário, o risco é um dos húbris teóricos, de um distanciamento especioso que assume certa superioridade crítica ao texto e seu autor. Aqueles críticos saturados de teoria que se envolvem com textos que, por sua natureza, são compactos de julgamentos sociais e políticos (e muito mais), afirmam secretamente uma inocência privilegiada, uma inocência negada ao texto sob escrutínio, cujos vieses retóricos, e linhas de falhas epistemológicas são implacavelmente submetidas a "exposição" ostensiva.

## Obras
- A Dissertation Upon English Typographical Founders and Founderies 1778 by Edward Rowe Mores (1961) editor com Harry Carter
- Milton's Grand Style (1963)
- Poems and Critics (1966) antologia
- The Life and Opinions of Tristram Shandy, Gentleman by Laurence Sterne (1967) editor com Graham Petrie
- Twentieth Century Views: A. E. Housman (1968) editor
- Paradise Lost and Paradise Regained by John Milton (1968) editor
- English Poetry and Prose 1540–1674 (1970) editor
- English Drama To 1710 (1971) editor
- The Brownings: Letters and Poetry (1970) editor
- Tennyson (1972)
- A Collection of Poems By Alfred Tennyson (1972) editor
- Selected Criticism of Matthew Arnold (1972) editor
- Keats and Embarrassment (1974)
- Geoffrey Hill and the Tongue's Atrocities (1978)
- The State of the Language (1979) editor com Leonard Michaels, última edição em 1990
- The Force of Poetry (1984) ensaios
- The Poems of Tennyson (1987) três volumes, editor
- The Tennyson Archive (from 1987) editor com Aidan Day, 31 volumes
- The New Oxford Book of Victorian Verse (1987) editor
- T. S. Eliot and Prejudice (1988)
- A. E. Housman: Collected Poems and Selected Prose (1988) editor
- The Faber Book of America (1992) editor com William L. Vance
- The Golden Treasury (1991) editor
- Beckett's Dying Words (1993)
- Essays in Appreciation (1996)
- Inventions of the March Hare: Poems, 1909–1917 by T. S. Eliot (1996) editor
- The Oxford Book of English Verse (1999) editor
- Allusion to the Poets (2002)
- Selected Poems of James Henry (2002) editor
- Reviewery (2003) ensaios
- Dylan's Visions of Sin (2003)
- Decisions And Revisions In T. S. Eliot (2003)
- Samuel Menashe: Selected Poems (2005) editor
- True Friendship: Geoffrey Hill, Anthony Hecht and Robert Lowell Under the Sign of Eliot and Pound (2010)